# شهرک ارس
شهرک ارس، شهرکی است از توابع بخش ارس و در شهرستان پلدشت استان آذربایجان غربی ایران و این شهرک در مرز جمهوری خود مختار نخجوان قرار گرفته است که تمام اهالی آن شیعه هستند و طبق آمار ۱۰۰٪ مردم آن ترک آذربایجان هستند . شغل اصلی مردم این منطقه اغلب کشاورزی ،دامداری و ماهیگیری است این منطقه دارای دوتا شرکت تعاونی صیدوصیادی است که یکی واقع در شهرک ارس و دیگری در یک کیلومتری در روستای    حسن کندی ارس واقع شده ؛فعالیت این دو شرکت تقریباً از اواسط شهریور ماه تا شروع دوره تخمگذاری(اردیبهشت ماه)ادامه می‌یابد.

## جمعیت
این روستا در دهستان گچلرات شرقی قرار داشته و بر اساس سرشماری سال 1395 جمعیت آن 1888نفر (537 خانوار) 
بوده است.